# Nature Biotechnology
Nature Biotechnology là một tập san khoa học dạng bình duyệt, được xuất bảng hàng tháng bởi Nature Publishing Group. Tổng biên tập Andrew Marshall là là thành viên của một nhóm (nội bộ) biên tập. Nội dung của tạp chí chủ yếu tập trung vào các kết quả nghiên cứu và tình hình kinh doanh của lĩnh vực công nghệ sinh học. Lĩnh vực bao quát bao gồm sinh học, y sinh, nông nghiệp, môi trường, cùng với các lĩnh vực kinh doanh, chính trị, pháp lý và xã hội có liên quan.

## Tóm tắt nội dung và đánh chỉ mục
Tạp chí được đánh chỉ mục trong các thư viện dữ liệu sau:
- BIOBASE
- BIOSIS
- Chemical Abstracts Service
- CSA Illumina
- CAB Abstracts
- EMBASE
- Scopus
- Current Contents
- Science Citation Index
- Medline (PubMed)